# 颱風蒲公英 (2016年)
颱風蒲公英（英語：Typhoon Mindulle，國際編號：1609，聯合颱風警報中心：WP102016）為2016年太平洋颱風季第9個被命名的風暴。「蒲公英」一名為第3次使用，上兩次分別在2004年和2010年。此名（민들레）是由北韓提供，為一種盛產於朝鮮半島及日本關東地區的菊科蒲公英屬的植物。
在发展期間並移向日本前，西北太平洋再出現另一股熱帶擾動，該擾動加上受到附近的乾燥冷空氣影響，令其發展緩慢。然而離開了乾燥冷空氣影響範圍後逐漸增強，繼續向北往日本；之後與西邊發展中的獅子山產生雙颱效應，使獅子山往南折返。最後，蒲公英以日本氣象廳之颱風的級別吹襲日本，影響關東地方及北海道等地，造成至少2死67傷。

## 發展過程
在2016年8月17日，關島西北方海面有一股低壓帶，美國海軍研究實驗室的擾動編號99W；之後，日本氣象廳在下午8時將其升格為熱帶低氣壓，而聯合颱風警報中心則在下午9時30分將其在24小時內形成為熱帶氣旋的機會評為「低」，到了隔日午夜，聯合颱風警報中心將其在24小時內形成為熱帶氣旋的機會跳過評級「低」直接評為「高」，並同步發佈熱帶氣旋形成警報；在5小時過後，聯合颱風警報中心將其升格為熱帶低氣壓，並且給予編號WP102016。同時中心附近的對稱性對流增加，但受到強烈西南季風影響，使得低層環流中心暴露。到了8月19日，聯合颱風警報中心透過德沃夏克分析法將其升格為熱帶風暴，同日日本氣象廳在上午9時預報將在24小時內增強為熱帶風暴；隨者中心附近的對流逐漸完整，同日下午3時，日本氣象廳將其升格為熱帶風暴，同時命名為蒲公英，同時北方的冷心低壓與東北方的圓規抑制蒲公英的發展。
蒲公英處在相對較高緯度的季風環流東邊，由日本東方的副熱帶高氣壓引導其的移動方向，並將乾燥的空氣帶至蒲公英附近，導致其發展緩慢，雖然日本氣象廳在8月21日下午將其升格為強烈熱帶風暴，但此時與獅子山只有600公里，發生藤原效應，能量兩個熱帶氣旋相互爭奪，導致蒲公英與獅子山的發展較為緩慢；之後蒲公英所經過海域的海水溫度為攝氏30至31度，並垂直風切較為微弱，在22日3時，日本氣象廳將蒲公英升格為颱風，並於同日上午11時30分以巔峰的強度，登陸於日本千葉縣館山市，登陸後受地形摩擦力及低海面溫度影響，使蒲公英開始減弱並逐漸轉化，3個多小時後日本氣象廳將其降格為強烈熱帶風暴，隔日聯合颱風警報中心在上午5時發出最後一報，同時於日本北海道日高振興局新日高町再度登陸，中午前後日本氣象廳認定蒲公英已轉化為溫帶氣旋，並在同日消散。
| 氣象機構         | 平均風速評定 | 分級         | 最高風速(每小時) | 最低氣壓(百帕斯卡) | 來源          |
| ---------------- | ------------ | ------------ | ---------------- | ------------------ | ------------- |
| 日本氣象廳       | 十分鐘       | 颱風(強)     | 120公里          | 975                | [ 22 ]        |
| 聯合颱風警報中心 | 一分鐘       | 颱風         | 120公里          | 982                | [ 23 ] [ 24 ] |
| 中央氣象局       | 十分鐘       | 中度颱風     | 120公里          | 975                | [ 25 ]        |
| 国家气象中心     | 兩分鐘       | 強熱帶風暴   | 110公里          | 980                | [ 26 ]        |
| 香港天文台       | 十分鐘       | 強烈熱帶風暴 | 110公里          | 975                | [ 27 ]        |

## 防災措施
當蒲公英處於形成階段時，關島的天宁岛和塞班岛被國家氣象局列入熱帶風暴觀察預警範圍。之後蒲公英北轉向日本時，日本的關東平原有約850,000人被強制撤離；在神奈川縣和東京都，當地政府發布了山體滑動預警；在北海道有2,700人撤離。成田国际机场關閉，導致有425個航班取消，有數萬名旅客受到影響；數百條鐵路列車停開，美国国防部對在日本的軍事基地發出熱帶氣旋警告，並在大多設施關閉後，提醒非必要的人士留在宿舍。

## 影響

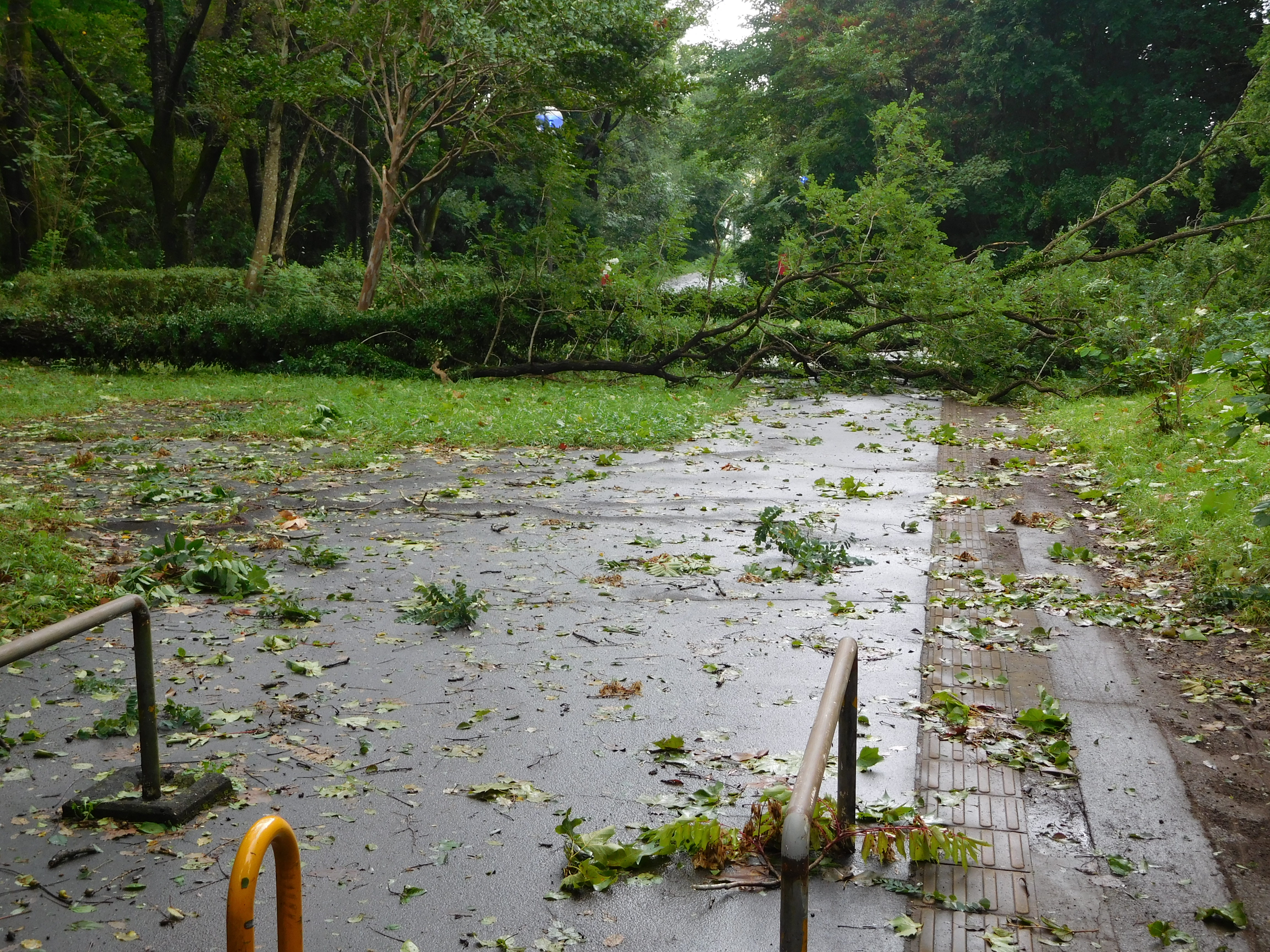
茨城県筑波市有樹木被強風吹倒

熱帶氣旋蒲公英在剛被聯合颱風警報中心升格為熱帶風暴時，為北马里亚纳群岛帶來強陣風和降雨。之後蒲公英北轉往日本，是一週內第三個影響日本的熱帶氣旋；在本州島降下強降雨，青梅市測得268毫米的降雨量，八丈島和伊豆大島在一個小時內降下86毫米，為當地歷年八月平均雨量的一半；在靜岡市測得360毫米的降雨量，在東京測得105毫米的降雨量，約當地歷年八月平均雨量的三分之二。在成田國際機場測得每小時126公里的風速，使塔台人員撤離；這是第一次因颱風而關閉，上一次關閉是在2011年，當時因為地震而引發海嘯。三宅島測得每小時150公里的風速，橫須賀海軍設施測得每小時93公里的風速，導致戶外活動受到影響。
熱帶氣旋蒲公英在日本關東地方造成強降雨，造成中央自動車道的隧道被淹；厚木海軍飛行場、橫田飛行場和座間基地有部分被淹到；在橫田飛行場，淹水導致五棟宿舍停電，使其人員撤離。在北海道，洪水淹沒了道路，並使部分房屋受損，導致一名男子被淹死；在相模原市也有一名女子被淹死。蒲公英在日本除導致2人罹難外，還造成67人受傷；在本州島的東南部，有15條河流受洪水影響；在東京有鐵路列車和架空電線傾斜，迫使車上的通勤客撤離；強風將東京市中心其中一座車站的一棵樹吹倒，導致大江戶線停駛。全日本共有10萬戶停電，大多在千葉縣。